# Emmanuel Milingo
Emmanuel Milingo (Mnukwa, Zâmbia, 13 de junho de 1930), é um ex-arcebispo católico excomungado pela Santa Sé. Foi ordenado padre em 1958 e arcebispo de Lusaka em 1969. Em 1973, começa a dedicar-se às sessões de cura. Em 1983, ele deixou sua posição como Arcebispo de Lusaka após críticas por exorcismo e práticas de cura pela fé que não foram aprovadas pelas autoridades da Igreja.
Em 2001, quando Milingo tinha 71 anos, ele recebeu uma bênção de casamento de Sun Myung Moon , o líder da Igreja da Unificação , apesar da proibição do casamento para padres ordenados.
Em 24 de setembro de 2006, Milingo consagrou quatro homens como bispos (incluindo o americano George Augustus Stallings Jr. , que havia estabelecido uma denominação independente) sem um mandato papal.Somente por esse ato, Milingo incorreu em uma excomunhão latae sententiae , que foi declarada pela Sala de Imprensa da Santa Sé dois dias depois. Em 17 de dezembro de 2009, a Sala de Imprensa da Santa Sé anunciou que Milingo havia sido reduzido ao estado laico , tornando-o não mais um membro do clero católico.

## Vida
Casou-se em 2001 com a médica coreana Maria Sung. O casamento realizou-se em Nova York, no Hotel Hilton, celebrado pelo reverendo Moon, fundador da Igreja da Unificação.
Vários meses depois foi recebido por João Paulo II, o que propiciou seu retorno à congregação católica. Mas, reafirmou depois que Maria continuava sendo sua esposa, e começou a liderar um movimento pelos padres casados.
Foi excomungado pelo Vaticano em 26 de setembro de 2006, por ter feito a ordenação como bispos de quatro sacerdotes americanos casados, que além disso eram excomungados e suas ordenações não reconhecidas pelo Vaticano. Após sua excomunhão da Igreja Romana, Emmanuel Milingo declarou que recebeu a autoridade para consagrar bispos quando foi consagrado pela primeira vez. Ele também denunciou o celibato clerical, afirmando: "(Os apóstolos) estabeleceram líderes espirituais nas comunidades da igreja orando e impondo as mãos sobre eles", e "eles não buscavam mandatos, mas as necessidades das comunidades. Eu fiz a mesma coisa".
De acordo com a lei canônica católica, conforme declarado em um artigo do Religion News Service: "Como bispo, Milingo tecnicamente tem autoridade para ordenar outros bispos. Mas sob as regras da igreja, apenas bispos autorizados pelo papa são considerados bispos em boa posição. As quatro consagrações são tecnicamente válidas, mesmo que não sejam lícitas, de acordo com o Rev. Philip Goyret, professor de teologia dogmática com experiência em direito canônico na Pontifícia Universidade da Santa Cruz em Roma. Isso significa que o Vaticano não pode negar a autoridade inerente dos bispos recém-empossados, mesmo que não os considere em comunhão formal com o Papa Bento XVI."
Em dezembro de 2009 perdeu seu estado clerical, continuando apenas com a obrigação de celibato.